# Lukko
Lukko är en ishockeyklubb i Raumo i Finland. Klubben grundades 1936 och vann sin första medalj 1961 och sitt första finländska mästerskap 1963. Hemmahallen hette ända till säsongen 2006/2007 Äijänsuon Areena då den bytte namn till Kivikylän Areena i enlighet med sponsoravtal. Hallen rymmer 5 400 åskådare.
Dwayne Roloson har spelat i klubben.

## Frysta nummer
- 04 - Teppo Rastio, Jouni Peltonen
- 07 - Matti Keinonen
- 08 - Jorma Vehmanen
- 13 - Jari Torkki
- 26 - Matti Forss
- 28 - Janne Niskala
- 35 - Petri Vehanen
- 77 - Erik Hämäläinen